# پا

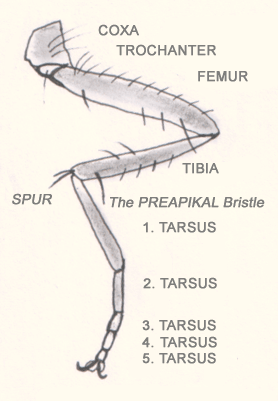
پای حشرات

پا یا لِنگ یا اندام تحتانی قسمتی از بدن جانوران است که بدن را بالاتر از زمین نگه می‌دارد و برای حرکت استفاده می‌شود. در کالبدشناسی، لِنگ عبارت است از مجموعه لگن خاصره، ران، زانو، ساق، قوزک، پیش‌پا، کف پا، و انگشتان پا. استخوان‌های لگن خاصره نیز جزو اندام تحتانی هستند. پای انسان یک شاهکار مهندسی بیومکانیک است که مانند بسیاری دیگر از دارایی‌های با ارزش ما قدر آن شناخته نیست. یک انسان به‌طور متوسط در طول عمرش مسافتی به اندازه دو بار دور کره زمین را با پاهای خود راه می‌رود و اگر به‌طور درستی از آن‌ها مراقبت شود می‌توانند کار خود را به خوبی تا آخر عمر انجام دهند.
منظور از پا قسمتی از اندام تحتانی است که پایینتر از ساق و مچ قرار گرفته‌است و شامل پاشنه، کف پا، پنجه و انگشتان است.
مردمان قدیم از پا به عنوان قلب دوم انسان یاد می‌کردند. آن‌ها نقاطی از پا را مرتبط با حواس پنجگانه می‌دانستند.
مثلاً محدوده بین انگشت سوم الی پنجم را با چشم یا پاشنه را با عصب سیاتیک مرتبط دانسته و امروزه نیز بسیاری از محققان بر این باور اند.
در بدن، پاها یکی از حیاتی‌ترین اعضای بدن انسان است که معروف به قلب دوم است. زمانی همین پاها علایمی از خود بروز می‌دهد که نشانه سلامت کل بدن بوده و از روی این علایم می‌توان از وجود مشکلی پی برد. قسمت پایین پا که از بدن حیوان دورتر عضوی متصل شده که تمام وزن بدن بر روی آن قرار می‌گیرد و آن قسمت بر روی زمین قرار می‌گیرد.
معمولاً جانوران پاهای جفت با هم دارند ولی جانورانی وجود دارد که پاهای فرد داشته باشند.
در بعضی از تقسیم‌بندی‌ها، جانوران را بر اساس تعداد پاهایشان تقسیم‌بندی می‌کنند: تک پایی، دو پایی و ششپایی و غیره، تا جایی که بعضی از حیوانات بیش از ۱۰۰ پا دارند.

## واژه
در زبان فارسی واژه‌های «لِنگ» و «پا» برای اشاره به اندام تحتانی به کار می‌روند هر چند «پا» برای بخش انتهایی اندام تحتانی یعنی قدم (شامل مچ و کف پا و انگشتان پا) نیز به کار می‌رود. چنان‌که دهخدا می‌گوید: «پا. (اِ) رِجل. از اندامهای بدن و آن از بیخ ران تا سر پنجهٔ پای باشد شامل ران و زانو و ساق و قدم. پای؛ و گاه بمعنی قسمت زیرین پا آید که عرب قدم گوید و آن از اشتالنگ تا نوک ابهام است.»
پا از بن بیغوله ران تا نوک ابهام قدم. پا باشد از انگشتان تابیخ ران. (جهانگیری)

## استخوان‌ها
اندام تحتانی وظیفه جابه‌جایی و تحمل وزن بدن را برعهده دارد و نقش اساسی در ایستادن را ایفا می‌کند.
استخوان‌های اندام تحتانی به علت تحمل وزن، بزرگ‌تر و قوی‌تر از استخوان‌های اندام فوقانی هستند.
برای مطالعه استخوان‌ها، اندام تحتانی را بر اساس موضع به چهار ناحیه تقسیم می‌کنند، عبارت‌اند از: کمربند لگنی، ران ، ساق و پا.
استخوان‌های دراز اندام تحتانی، استخوان ران (فمور) و استخوان‌های ساق درشت‌نی (تیبیا) و نازک‌نی (فیبولا) هستند. هر سهٔ این استخوان‌ها دارای یک جسم در میان و دو انتها در دو پیرامون هستند. این سه استخوان مانند منشوری سه‌وجهی هستند و دارای سه سطح و سه کنار می‌باشند.